# Lapčići
Lapčići (en serbe cyrillique : Лапчићи) est un village du sud du Monténégro, dans la municipalité de Budva.

## Démographie

### Évolution historique de la population
| 1948 | 1953 | 1961 | 1971 | 1981 | 1991 | 2003 |
| ---- | ---- | ---- | ---- | ---- | ---- | ---- |
| 112  | 107  | 103  | 77   | 51   | 38   | 35   |